# Pșoneț, Skole
Pșoneț (în ucraineană Пшонець) este un sat în comuna Holovețko din raionul Skole, regiunea Liov, Ucraina.

## Demografie
Componența lingvistică a localității Pșoneț
     Ucraineană (100%)
Conform recensământului din 2001, toată populația localității Pșoneț era vorbitoare de ucraineană (100%).